# Paizay-le-Chapt
Paizay-le-Chapt is een gemeente in het Franse departement Deux-Sèvres (regio Nouvelle-Aquitaine) en telt 263 inwoners (2004). De plaats maakt deel uit van het arrondissement Niort.

## Geografie
De oppervlakte van Paizay-le-Chapt bedraagt 20,7 km², de bevolkingsdichtheid is 12,7 inwoners per km².
De onderstaande kaart toont de ligging van Paizay-le-Chapt met de belangrijkste infrastructuur en aangrenzende gemeenten.

## Demografie
Onderstaande figuur toont het verloop van het inwonertal (bron: INSEE-tellingen).